# تانل توم
تانل توم (انگلیسی: Tanel Toom؛ زادهٔ ۱ نوامبر ۱۹۸۲) کارگردان، فیلم‌نامه‌نویس اهل استونی است.